# Chicago Mercantile Exchange
Il Chicago Mercantile Exchange (CME) (spesso chiamato "il Chicago Merc" o "il Merc") è un mercato globale di derivati con sede a Chicago e situato al 20 S. Wacker Drive.

## Storia
La CME è stata fondata nel 1898 come Chicago Butter and Egg Board, una borsa di prodotti agricoli. In origine, lo scambio era un'organizzazione senza scopo di lucro. La Merc si è demutualizzata nel novembre 2000, è diventata pubblica nel dicembre 2002 e si è fusa con il Chicago Board of Trade nel luglio 2007 per diventare un mercato contrattuale designato di CME Group Inc., che gestisce entrambi i mercati. Il presidente e amministratore delegato di CME Group è Terrence A. Duffy, Bryan Durkin è il presidente.
Il 18 agosto 2008, gli azionisti hanno approvato una fusione con il New York Mercantile Exchange (NYMEX) e COMEX. CME, CBOT, NYMEX e COMEX sono ora mercati di proprietà di CME Group. Dopo la fusione, il valore del CME è quadruplicato in un arco di due anni, con una capitalizzazione di mercato di oltre $ 25 miliardi.
Oggi, CME è il più grande mercato di opzioni e contratti futures open interest (numero di contratti in essere) di qualsiasi borsa futures nel mondo. Il Merc negozia diversi tipi di strumenti finanziari: tassi di interesse, azioni, valute e materie prime.
CME ha anche aperto la strada al software CME SPAN che viene utilizzato in tutto il mondo come meccanismo ufficiale di performance bond (margine) di 50 borse registrate, organizzazioni di compensazione, uffici di servizi e agenzie di regolamentazione in tutto il mondo.

## Principali prodotti

### Commodity agricole
Grains (mais, avena, frumento), Soybeans, Oilseeds, Live Cattle, Lean Hogs, Feeder Cattle, Class IV Milk, Class III Milk, Nonfat Dry Milk Powder, Dry Whey, Cheese, Butter, e Random Length Lumber (legname).

### Criptovalute
Dal December 2017 sono scambiati i futures sul bitcoin. I futures sul Ether sono scambiati dal febbraio 2021.

### Energia
WTI Crude, Henry Hub Natural Gas, Brent Crude, and RBOB Gasoline.

### Metalli
Metals Products include:
| Nome del futures   | Codice |
| ------------------ | ------ |
| Gold Futures       | GC     |
| Copper Futures     | HG     |
| Silver Futures     | SI     |
| Micro Gold Futures | MGC    |
| Gold Option        | OG     |
| Platinum Futures   | PL     |
| Silver Option      | SO     |
| Palladium Futures  | PA     |